# Danny Webber
Pour les articles homonymes, voir Webber.
Daniel Vaughn Webber est un footballeur anglais né le 28 décembre 1981 à Manchester (Angleterre). Il évolue au poste d'attaquant. Il a été formé au Manchester United FC.

## Carrière
- 1999-2003 :  Manchester United FC
- 2001 :  Port Vale FC (prêt)
- 2002 :  Watford FC (prêt)
- 2003-2005 :  Watford FC
- 2005 :  Sheffield United FC (prêt)
- 2005-2009 :  Sheffield United FC
- 2009-2011 :  Portsmouth FC
- 2012 :  Leeds United
- 2013-2014 :  Accrington Stanley